# Guadalcázar
Guadalcázar is een gemeente in de Spaanse provincie Córdoba in de regio Andalusië met een oppervlakte van 72 km². Guadalcázar telt 1.591 inwoners (1 januari 2016).

## Demografische ontwikkeling
Bron: INE, 1857-2011: volkstellingen

## Geboren
- Antonio Martos (1947), wielrenner